# アドルフォ・デ・ラ・ウエルタ
フェリペ・アドルフォ・デ・ラ・ウエルタ・マルコル（スペイン語: Felipe Adolfo de la Huerta Marcor, 1881年5月26日 - 1955年7月9日）は、メキシコの政治家、大統領。ソノラ州出身。
デ・ラ・ウェルタは1917年にソノラ州の知事に就任した。1920年3月にベヌスティアーノ・カランサ大統領は労働争議を鎮圧するためソノラ州に連邦軍を派遣するが、これに対してデ・ラ・ウェルタはソノラ州の独立を宣言する。デ・ラ・ウェルタはプルタルコ・エリアス・カリェスらとアルバロ・オブレゴンを押し立て、内戦状態となる。
カランサは逃亡途中に殺害され、1920年6月にデ・ラ・ウエルタは臨時大統領に就任した。7月にはパンチョ・ビリャが和平協定により当局に降伏している。9月の選挙ではオブレゴンが大統領に選出され、デ・ラ・ウエルタは蔵相に就任する。1923年にオブレゴン大統領はアメリカ合衆国のメキシコ国内に於ける権益を大幅に承認し、議会はこれに反発、デ・ラ・ウエルタを次期大統領候補に推す。デ・ラ・ウェルタは12月7日にベラクルスで革命を宣言し内戦となる。当初はデ・ラ・ウェルタ側が優位だったが、翌年3月に反乱軍は鎮圧され、デ・ラ・ウエルタはアメリカに亡命。オブレゴンは反乱に参加した少佐以上の将校を銃殺した。オブレゴンは憲法の再選禁止規定により大統領を辞職し、7月の選挙ではプルタルコ・エリアス・カリェスが勝利、大統領に就任した。
デ・ラ・ウエルタは1935年にはメキシコへ帰国し、ラサロ・カルデナス政権下で外務大臣に就任した。1955年にメキシコシティで死去。
なお、同じく元メキシコ大統領のビクトリアーノ・ウエルタと血縁関係はない。